# Campionati mondiali di sci nordico 2017 - Gara a squadre dal trampolino normale (combinata nordica)
La gara dal trampolino normale a squadre maschile di combinata nordica ai Campionati mondiali di sci nordico 2017 si è svolta il 26 febbraio 2017.

## Risultati

### Salto con gli sci
La sessione di salto con gli sci è iniziata alle 12:00
| Posizione | Pettorale | Nazione                                                                   | Distanza (m)         | Punti                         | Gap in tempo |
| --------- | --------- | ------------------------------------------------------------------------- | -------------------- | ----------------------------- | ------------ |
| 1         | 11        | Germania Björn Kircheisen Fabian Rießle Eric Frenzel Johannes Rydzek      | 91.0 97.0 100.0 96.5 | 500.8 114.3 129.0 132.0 125.5 |              |
| 2         | 8         | Giappone Hideaki Nagai Takehiro Watanabe Yoshito Watabe Akito Watabe      | 90.0 91.0 94.5 95.0  | 468.0 112.3 114.2 120.5 121.0 | +0:44        |
| 3         | 6         | Francia François Braud Antoine Gérard Laurent Muhlethaler Maxime Laheurte | 93.5 90.0 93.5 95.0  | 467.7 119.5 109.6 117.1 121.5 | +0:44        |
| 4         | 10        | Austria Paul Gerstgraser Bernhard Gruber Philipp Orter Mario Seidl        | 87.5 94.5 93.0 92.5  | 451.8 104.0 118.8 114.3 114.7 | +1:05        |
| 5         | 9         | Norvegia Magnus Krog Mikko Kokslien Magnus Moan Jørgen Graabak            | 89.5 94.0            | 450.9 106.6 109.1 117.5 117.3 | +1:07        |
| 6         | 7         | Finlandia Eero Hirvonen Hannu Manninen Leevi Mutru Ilkka Herola           | 87.0 83.0 93.5 94.5  | 436.5 105.0 95.2 118.4 117.9  | +1:26        |
| 7         | 3         | Stati Uniti Ben Berend Ben Loomis Taylor Fletcher Bryan Fletcher          | 96.5 87.5 83.5 89.0  | 424.4 121.4 104.7 95.9 102.4  | +1:42        |
| 8         | 4         | Rep. Ceca Ondřej Pažout Jan Vytrval Miroslav Dvořák Tomáš Portyk          | 88.5 91.0 90.5 84.0  | 420.5 102.8 109.9 111.3 96.5  | +1:47        |
| 9         | 2         | Russia Timofey Borisov Ernest Yahin Vjačeslav Barkov Samir Mastiev        | 88.0 92.0 91.5 86.0  | 418.4 102.9 113.3 110.5 91.7  | +1:50        |
| 10        | 1         | Estonia Han-Hendrik Piho Kail Piho Karl-August Tiirmaa Kristjan Ilves     | 84.5 82.5 88.0 96.5  | 409.1 96.4 91.5 104.8 116.4   | +2:02        |
| 11        | 5         | Italia Armin Bauer Lukas Runggaldier Alessandro Pittin Samuel Costa       | 83.5 82.0 92.0 88.5  | 406.3 95.0 89.8 113.2 108.3   | +2:06        |

### Sci di fondo
La sessione di sci di fondo è iniziata alle 15:30
| Posizione | Pettorale | Nazione                                                                   | Gap in partenza | Tempo                                   | Posizione nel fondo | Tempo finale |
| --------- | --------- | ------------------------------------------------------------------------- | --------------- | --------------------------------------- | ------------------- | ------------ |
| 1         | 1         | Germania Björn Kircheisen Eric Frenzel Fabian Rießle Johannes Rydzek      | 0:00            | 47:57.3 12:04.8 11:46.1 11:49.4 12:17.0 | 5                   |              |
| 2         | 5         | Norvegia Magnus Moan Mikko Kokslien Magnus Krog Jørgen Graabak            | 1:07            | 47:32.0 11:50.9 11:39.3 11:47.2 12:14.6 | 2                   | +41.7        |
| 3         | 4         | Austria Bernhard Gruber Mario Seidl Philipp Orter Paul Gerstgraser        | 1:05            | 47:56.0 11:51.3 12:06.6 11:49.5 12:08.6 | 4                   | +1:03.7      |
| 4         | 2         | Giappone Hideaki Nagai Takehiro Watanabe Yoshito Watabe Akito Watabe      | 0:44            | 48:19.3 12:17.3 12:01.8 11:56.0 12:04.2 | 6                   | +1:06.0      |
| 5         | 6         | Finlandia Leevi Mutru Eero Hirvonen Ilkka Herola Hannu Manninen           | 1:26            | 47:49.0 12:17.2 11:57.2 11:36.5 11:58.1 | 3                   | +1:17.7      |
| 6         | 11        | Italia Armin Bauer Lukas Runggaldier Alessandro Pittin Samuel Costa       | 2:06            | 47:09.5 11:56.0 11:47.6 11:26.9 11:59.0 | 1                   | +1:18.2      |
| 7         | 3         | Francia Laurent Muhlethaler Maxime Laheurte François Braud Antoine Gérard | 0:44            | 48:32.8 12:18.5 12:13.9 11:59.7 12:00.7 | 7                   | +1:19.5      |
| 8         | 7         | Stati Uniti Bryan Fletcher Taylor Fletcher Ben Berend Ben Loomis          | 1:42            | 49:42.5 12:00.9 11:50.6 13:12.2 12:48.8 | 9                   | +3:27.2      |
| 9         | 10        | Estonia Kail Piho Karl-August Tiirmaa Han-Hendrik Piho Kristjan Ilves     | 2:02            | 49:35.0 12:00.6 12:29.1 12:29.2 12:36.1 | 8                   | +3:39.7      |
| 10        | 9         | Russia Samir Mastiev Vjačeslav Barkov Ernest Yahin Timofey Borisov        | 1:50            | 50:59.3 12:11.4 12:16.2 12:44.6 13:48.1 | 10                  | +4:52.0      |
| 11        | 8         | Rep. Ceca Miroslav Dvořák Tomáš Portyk Ondřej Pažout Jan Vytrval          | 1:47            | 51:06.9 12:14.6 12:15.5 13:14.8 13:31.0 | 11                  | +4:56.6      |